# Fünfachtelschluss

Fünfachtelschluss (Heidenturmkirche in Alsheim)

Der Fünfachtelschluss (auch: Fünf-Achtel-Schluss oder 5⁄8-Schluss) ist eine Variante des polygonalen Abschlusses eines Chors in der Kirchenarchitektur.
Bei einem Langchor, bei dem die Seitenwände länger als die Achteckseiten des Chorschlusses sind, können die parallelen äußeren überbauten Seiten des Achtecks auch zu den Seitenwänden gerechnet werden, nach den verbliebenen drei Seiten wird dann alternativ auch die Bezeichnung Dreiachtelschluss (bzw. Drei-Achtel-Schluss oder 3⁄8-Schluss) verwendet.

## Beschreibung
Von der im Grundriss als regelmäßiges Achteck angelegten Form des Chores werden fünf Achtel errichtet; die anderen drei Seiten des Achtecks entfallen durch die Öffnung zu Chorraum und Kirchenschiff.
Der Fünfachtelschluss wurde bevorzugt bei gotischer und neugotischer Kirchenarchitektur im kontinentalen Westeuropa verwendet.

## Varianten
Als weitere Varianten des polygonalen Abschlusses eines Ostchors kommen auch der 7⁄10-Schluss (z. B. an der Elisabethkirche Marburg), der 7⁄12-Schluss („Hasenkamp“ am Paderborner Dom, Dreifaltigkeitskirche in Worms), der 9⁄14-Schluss (am Aachener Dom) oder selten auch der 4⁄6-Schluss (z. B. an der evangelischen Kapelle in Westerode) vor.
Im Gegensatz zum Polygonalchor bevorzugten frühe Zisterzienserkirchen und die englische Gotik den Rechteckchor (englisch square east end). Ein Rechteckchor oder ein (halb)runder Chorabschluss kennzeichneten bereits den romanischen Kirchenbau.

## Beispiele für die genannten Chor-Abschlüsse

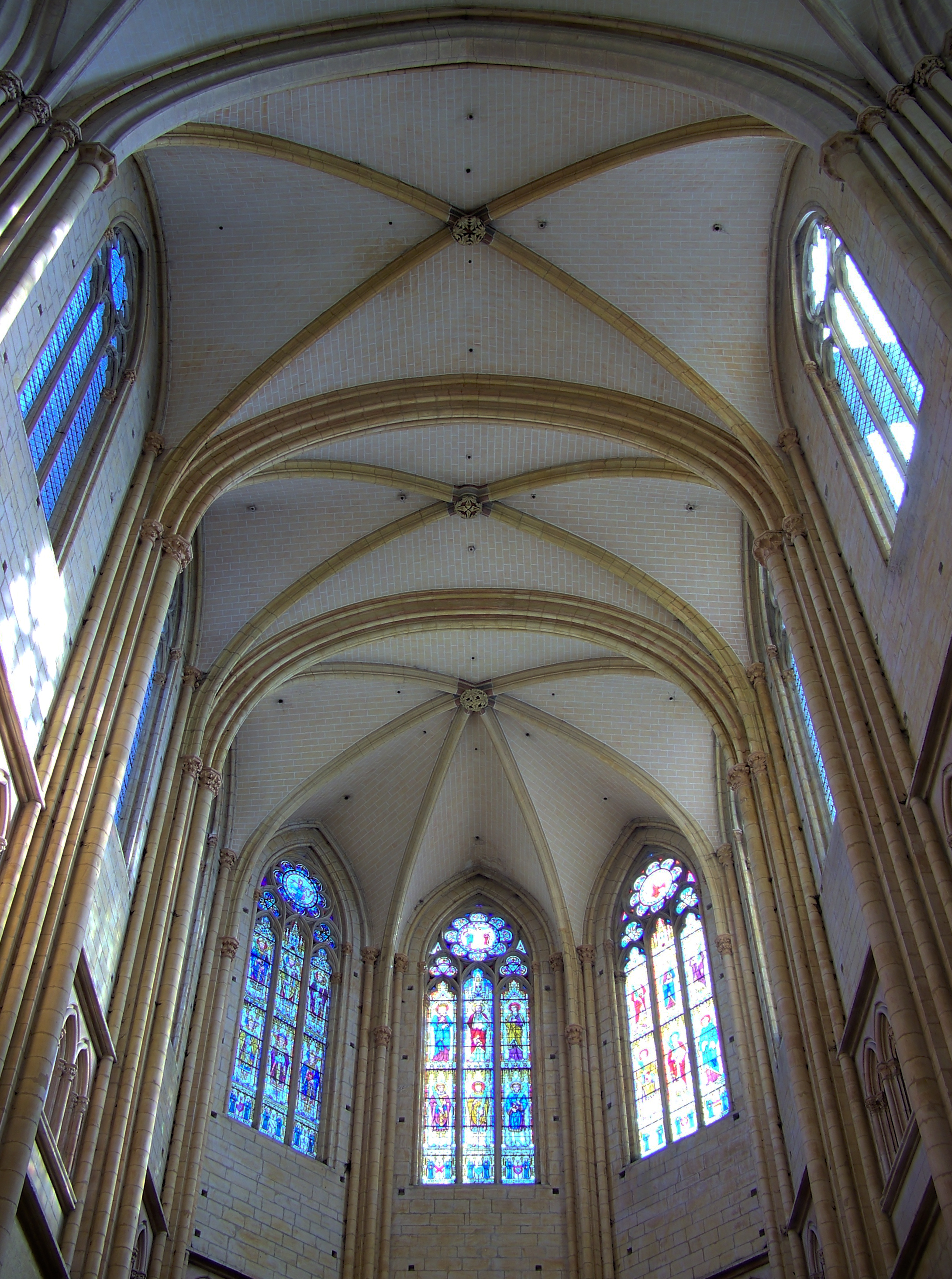
Fünf-Achtel-Schluss der Kathedrale von Dijon
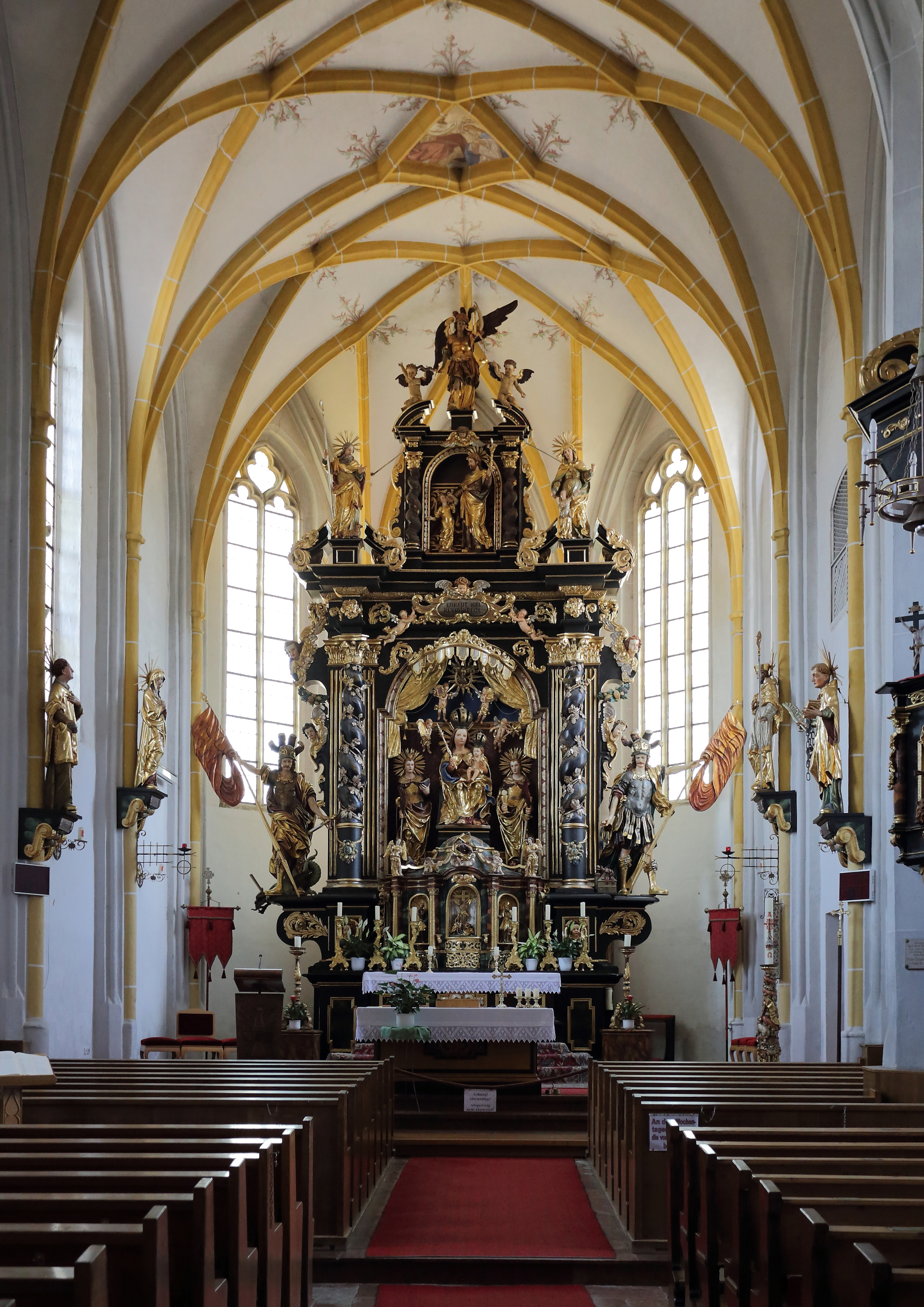
Drei-Achtel-Schluss der Pfarrkirche Waldzell
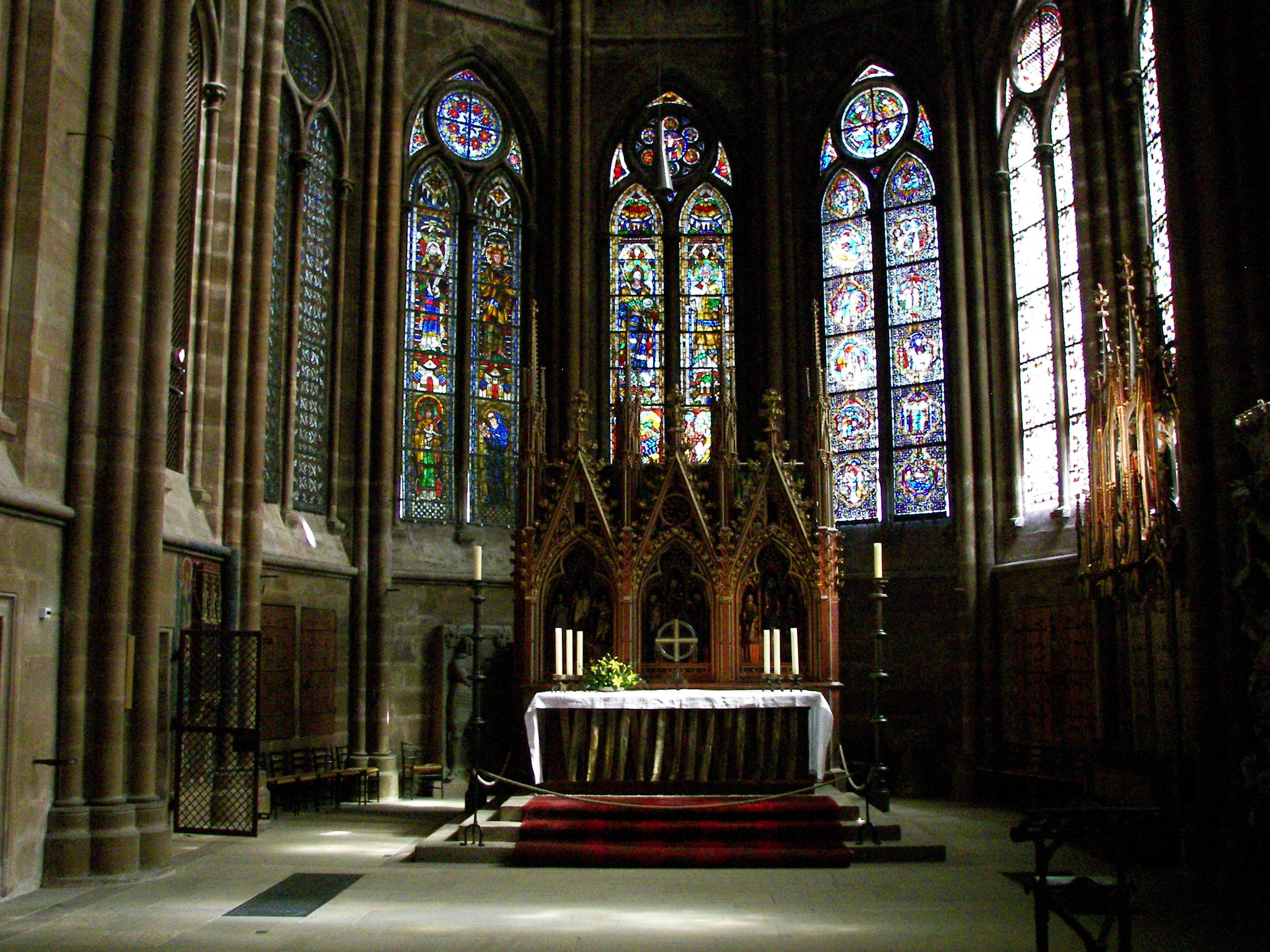
7⁄10-Schluss der Elisabethkirche Marburg
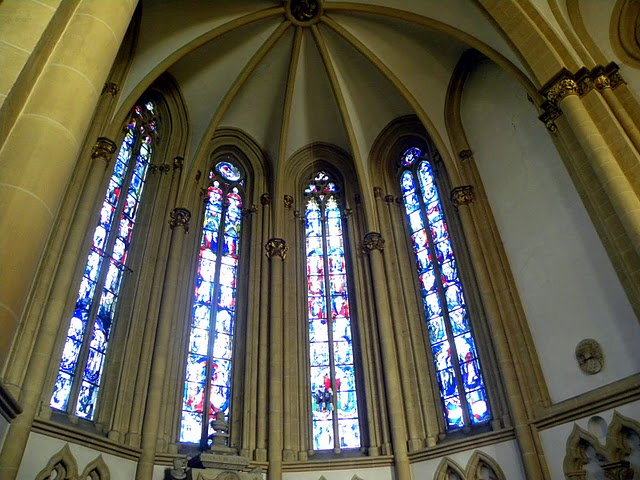
7⁄12-Schluss am Paderborner Dom
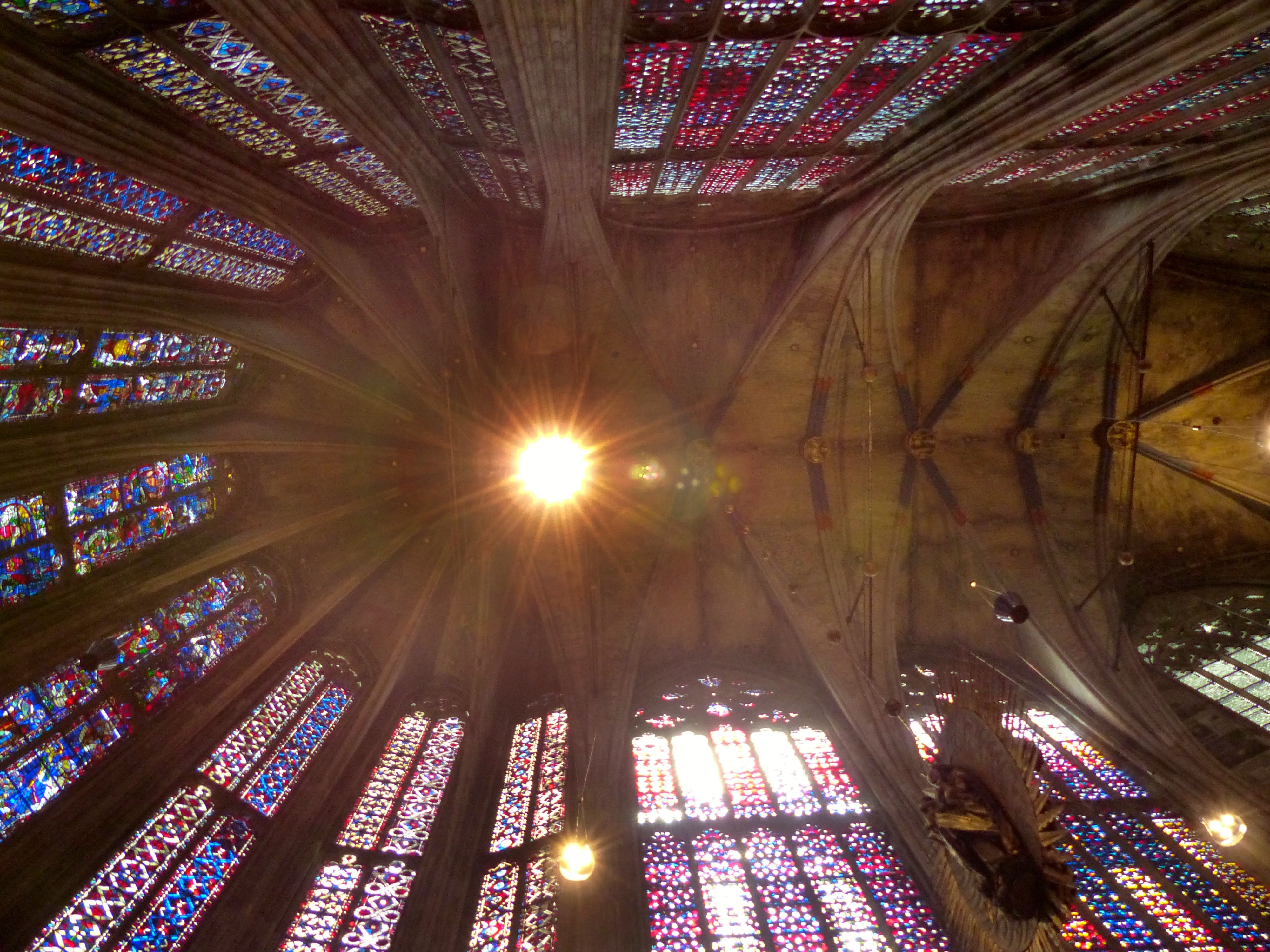
9⁄14-Schluss am Aachener Dom